# Serie A2 1997-1998 (pallacanestro femminile)
Il campionato di Serie A2 1997-1998 è stato la 18ª edizione dell'A2 femminile, la quarta e ultima come terzo livello del campionato italiano di pallacanestro.

## Girone A

### Classifica
La stagione regolare si è chiusa il 10 maggio 1998.
|  | Pos. | Squadra      | Pt | G  | V  | P  | PtF  | PtS  |
|  | ---- | ------------ | -- | -- | -- | -- | ---- | ---- |
|  | 1.   | Albino       | 52 | 30 | 26 | 4  | 2102 | 1647 |
|  | 2.   | Thiene       | 44 | 30 | 22 | 8  | 1993 | 1633 |
|  | 3.   | Inter.Muggia | 44 | 30 | 22 | 8  | 1980 | 1687 |
|  | 4.   | S.Bonifacio  | 42 | 30 | 21 | 9  | 2059 | 1855 |
|  | 5.   | Delta 92 AL  | 36 | 30 | 18 | 12 | 1902 | 1634 |
|  | 6.   | Lodi         | 36 | 30 | 18 | 12 | 1935 | 1780 |
|  | 7.   | Osio Sotto   | 36 | 30 | 18 | 12 | 1915 | 1831 |
|  | 8.   | Livorno      | 34 | 30 | 17 | 13 | 1870 | 1789 |
|  | 9.   | Bolzano      | 32 | 30 | 16 | 14 | 1826 | 1761 |
|  | 10.  | G.Triestina  | 30 | 30 | 15 | 15 | 1819 | 1791 |
|  | 11.  | Epivent VE   | 22 | 30 | 11 | 19 | 1818 | 1869 |
|  | 12.  | Concordia    | 20 | 30 | 10 | 20 | 1719 | 1836 |
|  | 13.  | Palmar TO    | 20 | 30 | 10 | 20 | 1804 | 1972 |
|  | 14.  | Brescia      | 20 | 30 | 10 | 20 | 1765 | 1946 |
|  | 15.  | Treviso      | 12 | 30 | 6  | 24 | 1703 | 2000 |
|  | 16.  | Valmadrera   | 0  | 30 | 0  | 30 | 1236 | 2415 |

Legenda:
      Retrocessa direttamente in Serie B 1998-1999.
Regolamento:
Due punti a vittoria, zero a sconfitta.
In caso di arrivo a pari punti, contano gli scontri diretti e la classifica avulsa.

## Girone B

### Classifica
La stagione regolare si è chiusa il 10 maggio 1998.
|  | Pos. | Squadra         | Pt | G  | V  | P  | PtF  | PtS  |
|  | ---- | --------------- | -- | -- | -- | -- | ---- | ---- |
|  | 1.   | Borgo V.Taro    | 50 | 30 | 25 | 5  | 2117 | 1776 |
|  | 2.   | S. Raffaele Rm  | 48 | 30 | 24 | 6  | 2022 | 1748 |
|  | 3.   | Barbieri FE     | 42 | 30 | 21 | 9  | 2003 | 1752 |
|  | 4.   | Cavezzo         | 36 | 30 | 18 | 12 | 1870 | 1792 |
|  | 5.   | Arezzo          | 36 | 30 | 18 | 12 | 1711 | 1697 |
|  | 6.   | Paver PC        | 34 | 30 | 17 | 13 | 1981 | 1909 |
|  | 7.   | Vis Ravenna     | 32 | 30 | 16 | 14 | 1853 | 1762 |
|  | 8.   | Ostia           | 32 | 30 | 16 | 14 | 1891 | 1949 |
|  | 9.   | Orvieto         | 30 | 30 | 15 | 15 | 1805 | 1810 |
|  | 10.  | S.S. Selargius  | 30 | 30 | 15 | 15 | 1853 | 1848 |
|  | 11.  | Acq. Palestrina | 28 | 30 | 14 | 16 | 1863 | 1888 |
|  | 12.  | Soft Bologna    | 26 | 30 | 13 | 17 | 1859 | 1887 |
|  | 13.  | GRB Castelg.    | 22 | 30 | 11 | 19 | 1711 | 1832 |
|  | 14.  | Moda M&T P.     | 18 | 30 | 9  | 21 | 1680 | 1784 |
|  | 15.  | Umbertide       | 10 | 30 | 5  | 25 | 1560 | 1946 |
|  | 16.  | Esperia Roma    | 6  | 30 | 3  | 27 | 1591 | 1990 |

Legenda:
      Retrocessa direttamente in Serie B 1998-1999.
Regolamento:
Due punti a vittoria, zero a sconfitta.
In caso di arrivo a pari punti, contano gli scontri diretti e la classifica avulsa.

## Girone C

### Classifica
La stagione regolare si è chiusa il 10 maggio 1998.
|  | Pos. | Squadra                        | Pt | G  | V  | P  | PtF  | PtS  |
|  | ---- | ------------------------------ | -- | -- | -- | -- | ---- | ---- |
|  | 1.   | Exemplar Palermo               | 44 | 30 | 22 | 8  | 1901 | 1739 |
|  | 2.   | Isva Avellino                  | 42 | 29 | 21 | 8  | 2072 | 1830 |
|  | 3.   | ILG Alcamo                     | 40 | 29 | 20 | 9  | 1738 | 1593 |
|  | 4.   | Eismann Vomero Napoli          | 38 | 29 | 19 | 10 | 1894 | 1803 |
|  | 5.   | Olimpia Patti                  | 36 | 30 | 18 | 12 | 2037 | 1940 |
|  | 6.   | Centro Sportivo Rende          | 34 | 30 | 17 | 13 | 1321 | 1251 |
|  | 7.   | NGSA Benevento                 | 34 | 29 | 17 | 12 | 1700 | 1653 |
|  | 8.   | Cestistica Ragusa              | 34 | 30 | 17 | 13 | 1258 | 1317 |
|  | 9.   | Matteotti Palermo              | 32 | 30 | 16 | 14 | 1866 | 1717 |
|  | 10.  | Universo Castelvolturno        | 30 | 30 | 15 | 15 | 1939 | 1873 |
|  | 11.  | Pantere Caserta                | 30 | 30 | 15 | 15 | 1833 | 1788 |
|  | 12.  | Polisportiva Sorrento          | 22 | 28 | 11 | 17 | 1731 | 1897 |
|  | 13.  | Arance di Sicilia Cstl Catania | 18 | 30 | 9  | 21 | 1823 | 1961 |
|  | 14.  | Coleman Roccella Jonica        | 18 | 30 | 9  | 21 | 1700 | 1921 |
|  | 15.  | Formaggi Sardi Cus Cagliari    | 10 | 29 | 5  | 24 | 993  | 1153 |
|  | 16.  | Koala Maxi Azzurra Ragusa      | 10 | 29 | 5  | 24 | 1250 | 1503 |

Legenda:
      Retrocessa direttamente in Serie B 1998-1999.
Regolamento:
Due punti a vittoria, zero a sconfitta.
In caso di arrivo a pari punti, contano gli scontri diretti e la classifica avulsa.